# Jean-Marie Viennet
Jean-Marie Viennet est un prêtre français né en 1937 et ordonné en 1964, vicaire général du diocèse de Montbéliard (Doubs), proche de l'abbé Pierre,. 

## Rôle au sein d'Emmaüs
Membre du Mouvement Emmaüs depuis 1982, ami (bénévole) de la communauté Emmaüs de Montbéliard, confesseur de l'abbé Pierre, il a été secrétaire général d'Emmaüs International jusqu'en 2003, et président de l'association des amis de l'abbé Pierre jusqu'à la mort de ce dernier le 22 janvier 2007.